# Bait (1954)
Bait é um filme noir estadunidense, escrito, dirigido e produzido por Hugo Haas. É estrelado por Haas, Cleo Moore e John Agar. Foi lançado em 24 de fevereiro de 1954, pela Columbia Pictures.

## Enredo
Marko (Hugo Haas) é um homem de meia-idade que sucumbe aos encantos da jovem Peggy (Cleo Moore).

## Elenco
- Cleo Moore ...Peggy
- Hugo Haas ...Marko
- John Agar ...Ray Brighton
- Emmett Lynn ...Foley
- Bruno VeSota ...Webb
- Jan Englund ...Waitress
- George Keymas ...Chuck
- Cedric Hardwicke ...Orador do Prólogo